# Lüterswil-Gächliwil
Lüterswil-Gächliwil – miejscowość w gminie Buchegg w Szwajcarii, w kantonie Solura, w jednostce administracyjnej (Amtei) Bucheggberg-Wasseramt, w okręgu Bucheggberg. Powstała 1 stycznia 1995 r. z połączenia gmin Lüterswil i Gächliwil. Do 31 grudnia 2023 samodzielna gmina.

## Demografia
W Lüterswil-Gächliwil mieszka 348 osób. W 2021 roku 3,5% populacji gminy stanowiły osoby urodzone poza Szwajcarią. 